# John Vane (baron)
Harry John Neville Vane (ur. 21 września 1923, zm. 3 kwietnia 2016) – par Zjednoczonego Królestwa, były członek Izby Lordów jako 11. baron Barnard, syn i następca Christophera Vane'a, 10. barona Barnard, i Sylvii Mary Straker, córki Herberta Strakera.
Wykształcony w Eton College i na Uniwersytecie w Durham (skończył go z tytułem magistra nauk ścisłych), wstąpił do Ochotniczej Rezerwy Królewskich Sił Powietrzynych (Volunteer Reserve of Royal Air Force), gdzie w 1945 r. został nawigatorem (Flight Officer). Resztę swojej kariery wojskowej spędził w wojskach lądowych, w pułku huzarów Northumberland, gdzie został porucznikiem (1948 r.), a później podpułkownikiem (1964 r.). W latach 1979–1989 był również honorowym pułkownikiem 7 batalionu Lekkiej Piechoty z Durham.
Swoją karierę polityczną lord Barnard związał z hrabstwem Durham. W latach 1952–1961 był członkiem Rady Hrabstwa, w latach 1956–1970 zastępcą Lorda Namiestnika Durham, wreszcie Lordem Namiestnikiem w latach 1970–1988. Od śmierci ojca w 1964 r., jako 11. baron Barnard, par Anglii, zasiadał w Izbie Lordów do jej reformy w 1999 r.
W 1960 r. Brandon otrzymał order Teritorial Decoration (TD), za wieloletnią służbę w Armii Terytorialnej. Rok później uzyskał tytuł Sędziego Pokoju (Justice of the Peace, JP) w hrabstwie Durham.
8 października 1952 r. Barnard poślubił lady Davinę Cecil (ur. 29 czerwca 1931), córkę Davida Cecila, 6. markiza Exeter, i lady Mary Montagu-Douglas-Scott, córki 7. księcia Buccleuch. Małżeństwo zakończyło się rozwodem w 1992 r. Harry i Davina doczekali się razem syna i czterech córek:
- Caroline Mary Vane (ur. 5 maja 1954), ma nieślubną córkę Nicolę Lauren Vane (ur. 1988)
- Elisabeth Anne Vane (ur. 17 maja 1956), żona Glyna M. Deacona, ma dzieci
- Henry Francis Cecil Vane (ur. 11 marca 1959), dziedzic tytułu barona Barnard, ożenił się z Lydią Katherine Robson i ma dzieci
- Sophia Rosalind Vane (ur. 24 stycznia 1962), żona Simona B. Phillipsa, ma dzieci
- Louise Cicely Vane (ur. 30 maja 1968)